# 黄齿豚鼠属
黄齿豚鼠属（学名：Galea）是啮齿目豚鼠科的一属，分布于南美洲，包括以下4种：
- 黄齿豚鼠（Galea flavidens）
- 明斯特豚鼠（Galea monasteriensis）
- 伶鼬豚鼠（Galea musteloides）
- 斯氏豚鼠（Galea spixii）